# خدمة الأمن الدبلوماسي
خدمة الأمن الدبلوماسي للولايات المتحدة ( DSS أو DS ) هي الذراع الفيدرالية لإنفاذ القانون والأمن التابع لوزارة الخارجية الأمريكية. وهي مسؤولة عن حماية الأصول الدبلوماسية والموظفين والمعلومات، وضمان سلامة وثائق السفر الأمريكية ضد الاحتيال على التأشيرات وجوازات السفر. تشمل صلاحيات الوكالة مكافحة الإرهاب، ومكافحة التجسس، والأمن السيبراني، والتحقيقات الجنائية.

## التاريخ
تعود أصول خدمة الأمن الدبلوماسي إلى المراحل الأولى من الحرب العالمية الأولى، عندما وجدت الولايات المتحدة، التي سعت إلى الحفاظ على حيادها، نفسها هدفًا للتجسس والتخريب والاحتيال على جوازات السفر. عُرف عن الجواسيس الألمان والنمساويين بقيامهم بعمليات في مدينة نيويورك باستخدام أوراق هوية مزورة أو مسروقة. في أواخر عام 1915، أوصى وزير الخارجية روبرت لانسينغ بإنشاء فريق عمل دولي لإنفاذ القانون داخل وزارة الخارجية للتحقيق في مثل هذه الجرائم.

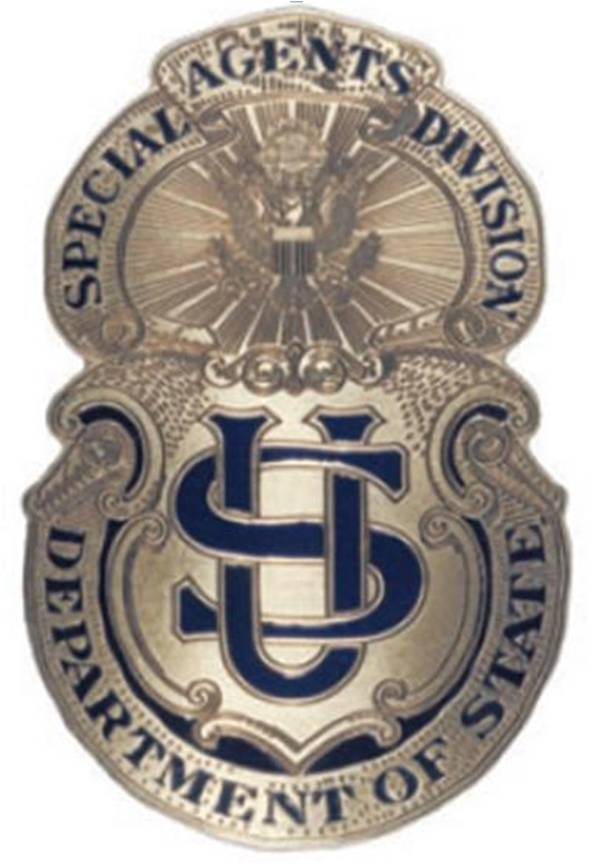
1916 شارة مكتب المخابرات السرية ، اليوم DSS

مكتب الأمن الدبلوماسي يرأسه مساعد وزير الخارجية للأمن الدبلوماسي، والذي بدوره يخدمه العديد من نواب الوزراء المساعدين (DAS). النائب الرئيسي لمساعد السكرتير (PDAS) هو مدير خدمة الأمن الدبلوماسي (DSS) وهو دائمًا وكيل خاص نشط لـ DSS.

## مهمة الحماية

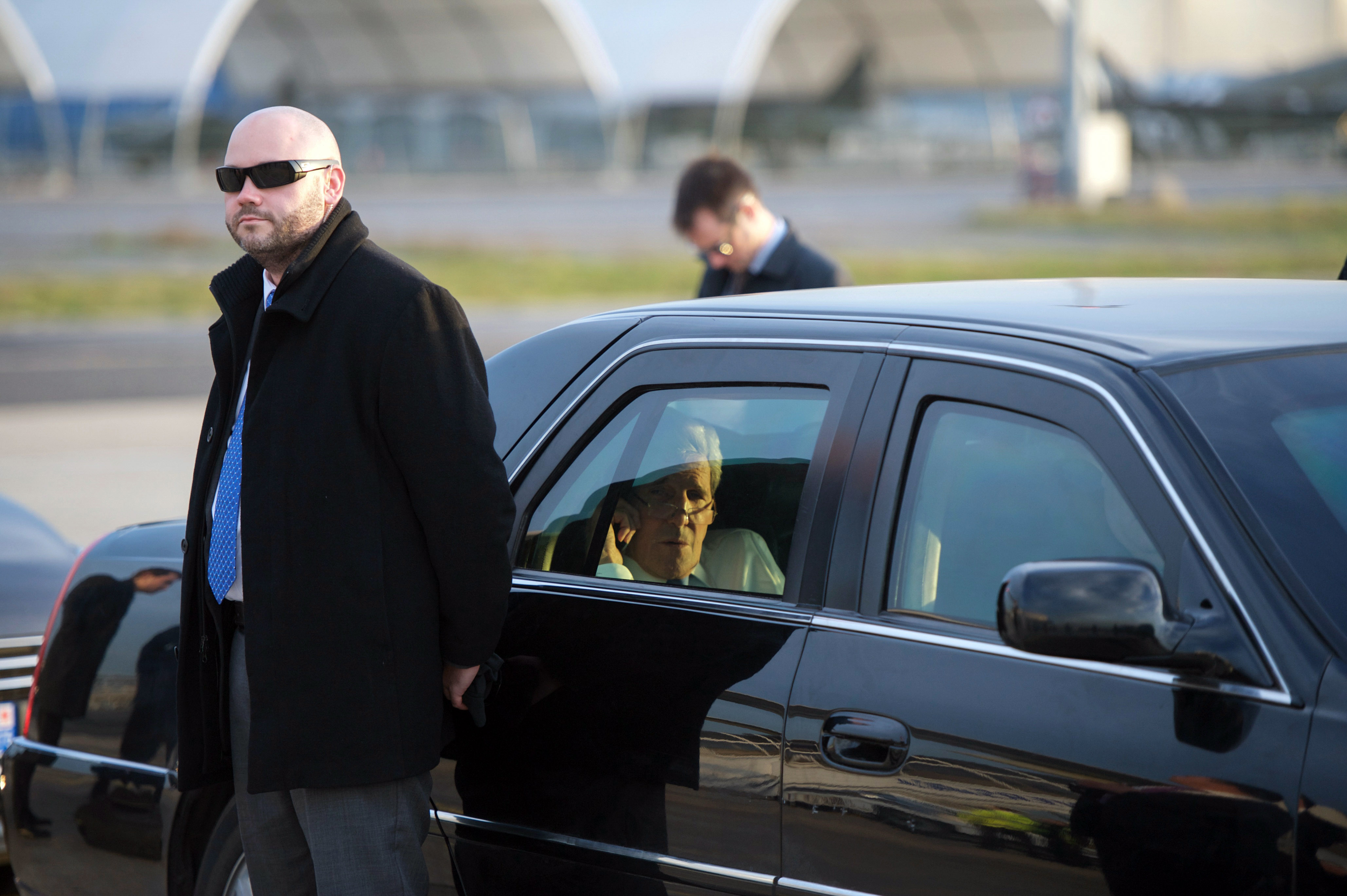
وكيل DSS يقف متيقظًا بينما يجري وزير الخارجية كيري مكالمة هاتفية.

يتلقى بعض سفراء الولايات المتحدة الحماية في الخارج حسب مناصبهم. في الوقت الحالي، تعد تفاصيل الحماية للسفير الأمريكي في العراق واحدة من أكبر التفاصيل في تاريخ الوكالة. يتلقى سفراء الولايات المتحدة لدى الصين وإسرائيل ومصر والأردن حماية مشددة.

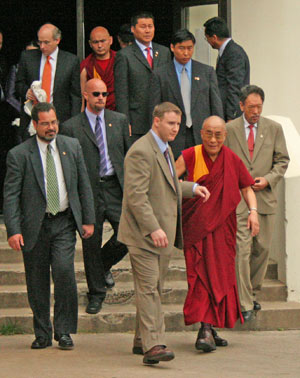
وكلاء خدمة الأمن الدبلوماسي الخاصون يرافقون الدالاي لاما من محاضرة في جامعة رايس

## تدريب
- دورة الوكيل الخاص الأساسي (BSAC) (بما في ذلك FLETC): 9 أشهر
- دورة مكتب الأمن الإقليمي الأساسية (مدرسة RSO): 3 أشهر
- دورة العمليات عالية الخطورة (HTOC): 12 أسبوعًا (شرط أساسي للتعيين في البلدان التي لديها مخاوف أمنية تمثل «تهديدًا كبيرًا» لموظفي الولايات المتحدة).
- تدريب اللغة: 2-12 شهرًا لكل لغة
- دورة ضابط الأسلحة النارية الميدانية الأساسية (BFFOC): أسبوعين
- دورة الأسلحة النارية البيئية عالية الخطورة (HREFC): 3 أيام

## أسلحة
| اسم                 | تواريخ الفصل                                         | ملاحظات |
| ------------------- | ---------------------------------------------------- | --- |
| ديفيد سي فيلدز      | 1985-1986                                            | |
| لويس شوارتز الابن   | 1986-1988                                            | |
| كلارك م ديتمير      | 1988-1993                                            | |
| مارك إي مولفي       | 1993-1996                                            | |
| جريجوري بوجاك       | 1996-1998                                            | |
| بيتر إي بيرجين      | 1998-2003                                            | |
| جو دي مورتون        | 2003-2007                                            | نجل مدير DSS السابق                                                                                         |
| جريجوري ب. ستار     | 2007-2009                                            | |
| باتريك دي دونوفان   | 2009                                                 | |
| جيفري دبليو كولفر   | 2009-2011                                            | |
| سكوت بولترويتش      | 2011-2012                                            | |
| جريجوري ب. ستار     | 1 فبراير 2013-17 نوفمبر 2013                         | أعيد تعيينه كمدير في 1 فبراير 2013 لتمكينه من العمل كمساعد وزير بالإنابة في انتظار الترشيح الرسمي والتأكيد. |
| بيل ميلر            | 14 أبريل 2014-27 يوليو 2017                          | |
| كريستيان جيه شورمان | 28 تشرين الثاني (نوفمبر) 2017 - 31 أيار (مايو) 2019؟ | |
| تود جيه براون       | 3 آذار (مارس) 2018 - شاغل الوظيفة                    | |

منظمات التحقيق الجنائي العسكري

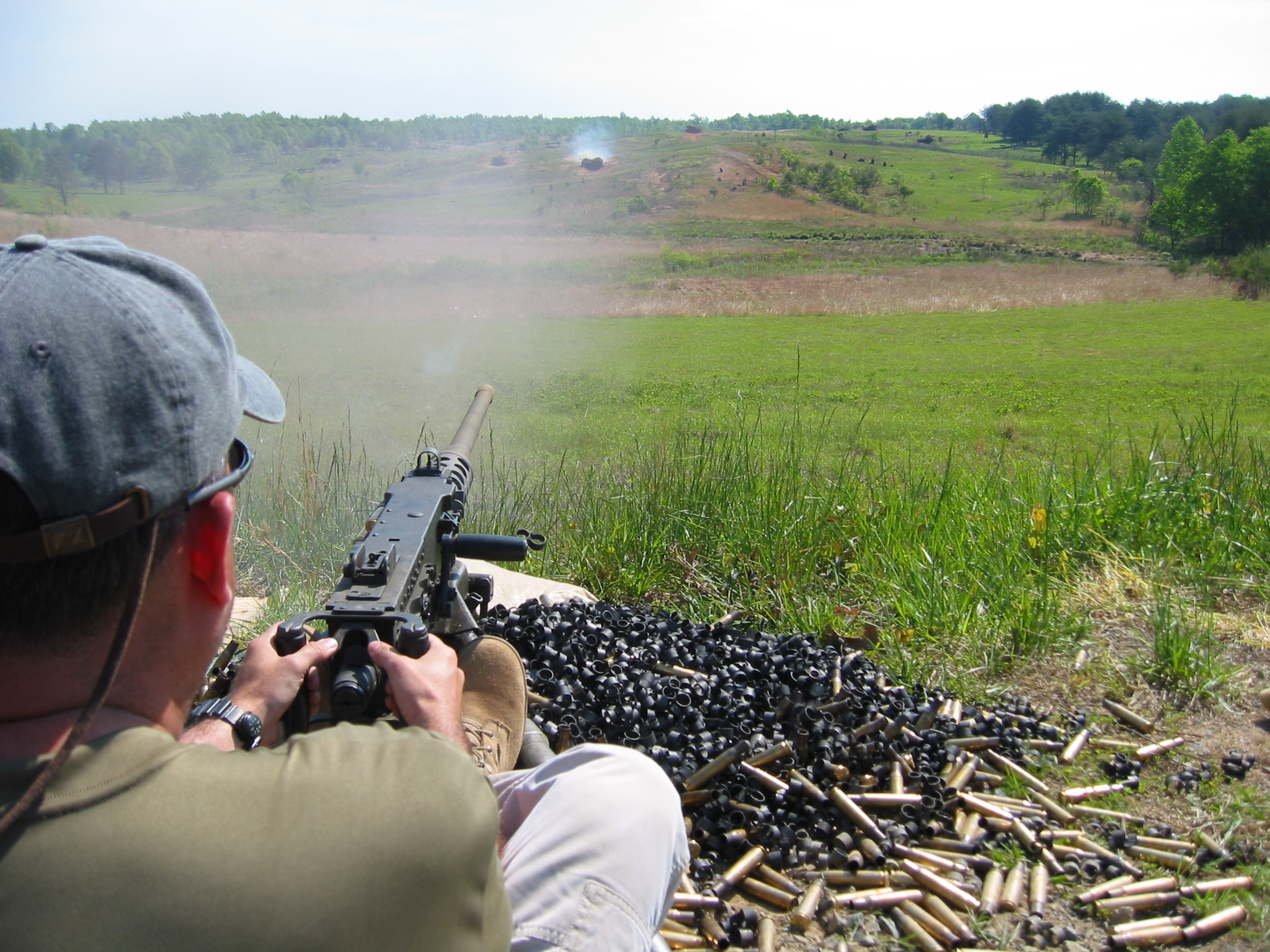
وكيل DSS الخاص في النطاق مع مدفع رشاش M2 .50

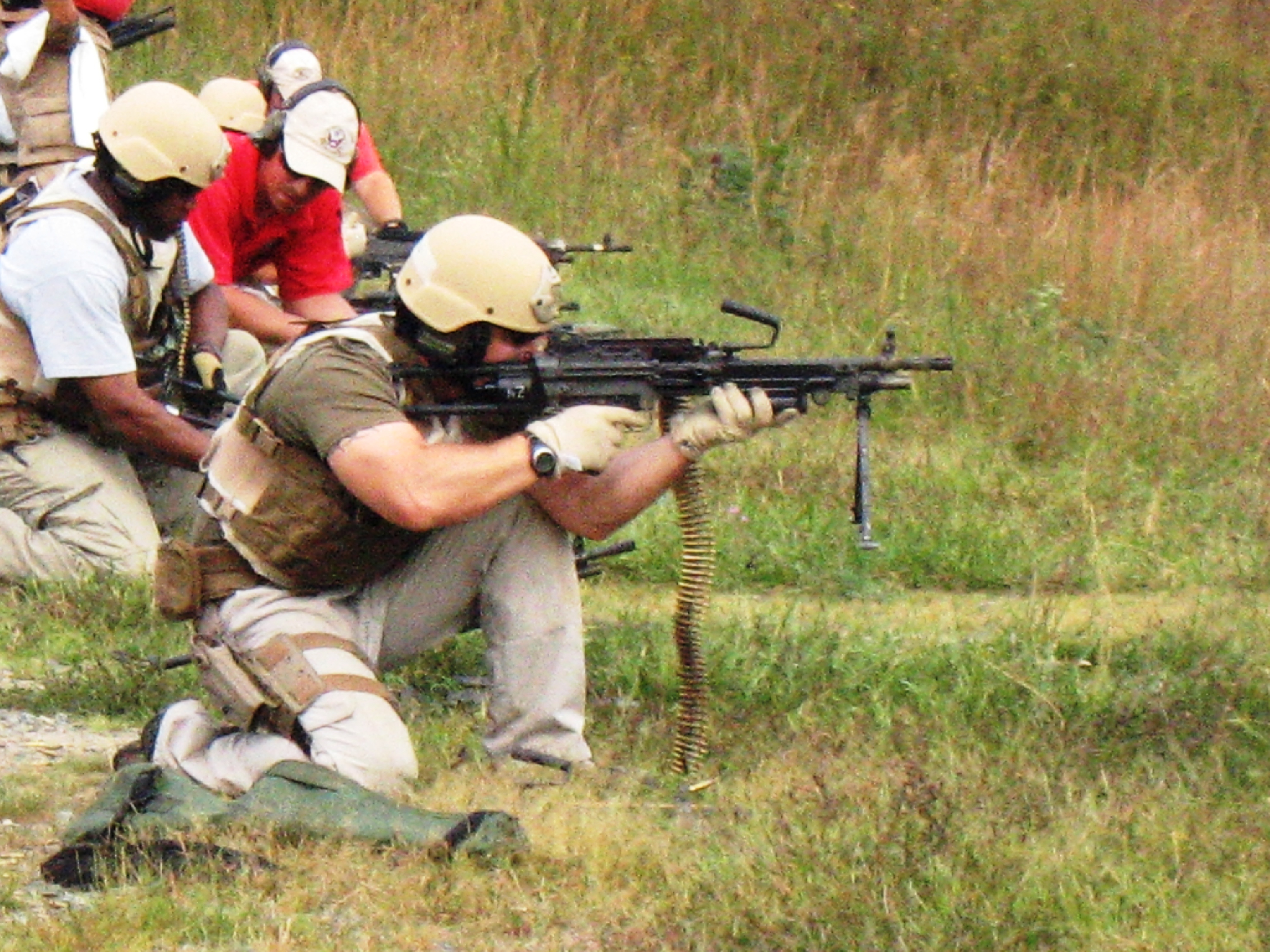
خدمة الأمن الدبلوماسي الأمريكي في النطاق مع M249

- مكتب التحقيقات الخاصة بالقوات الجوية (AFOSI أو OSI)
- خدمة التحقيقات الجنائية البحرية (NCIS)
- قيادة التحقيقات الجنائية بالجيش الأمريكي (USACIDC أو CID)
- خدمة تحقيق خفر السواحل (CGIS)